# Leichtathletik-Jugendweltmeisterschaften 2003
Die 3. Leichtathletik-Jugendweltmeisterschaften fanden vom 9. bis 13. Juli 2003 in der kanadischen Stadt Sherbrooke im Stadion der französischsprachigen Université de Sherbrooke statt.
Es waren 1128 Athleten aus 158 Ländern gemeldet.
Der Deutsche Leichtathletik-Verband (DLV) hatte 18 Jungen und 17 Mädchen für die Wettkämpfe nominiert.

## Jungen

### 100 m
| Platz | Athlet               | Land | Zeit (s) |
| ----- | -------------------- | ---- | -------- |
| 1     | Yahya al-Gahes       | KSA  | 10,69    |
| 2     | Yahya Habeeb         | KSA  | 10,73    |
| 3     | Craig Pickering      | GBR  | 10,85    |
| 4     | David Pedneault      | CAN  | 10,87    |
| 5     | Pierre-Hans Horacius | CAN  | 10,87    |
| 6     | Nilson André         | BRA  | 10,88    |
| 7     | Rafael Ribeiro       | BRA  | 10,92    |
| 8     | Patrick Sihler       | GER  | 10,92    |

### 200 m
| Platz | Athlet                    | Land | Zeit (s) |
| ----- | ------------------------- | ---- | -------- |
| 1     | Usain Bolt                | JAM  | 20,40 CR |
| 2     | Michael Grant             | USA  | 21,04    |
| 3     | Jamahl Alert-Khan         | GBR  | 21,35    |
| 4     | Daniel Bailey             | ATG  | 21,59    |
| 5     | Graeme Read               | NZL  | 21,71    |
| 6     | Andrew Watkins            | GBR  | 21,71    |
| 7     | Nilson André              | BRA  | 21,90    |
|       | Mohamed Sanad Al-Rasheedi | BHR  | DNF      |

### 400 m
| Platz | Athlet                | Land | Zeit (s) |
| ----- | --------------------- | ---- | -------- |
| 1     | Nagmeldin Ali Abubakr | SUD  | 46,10 CR |
| 2     | Cedric Goodman        | USA  | 46,42    |
| 3     | Željko Vincek         | CRO  | 47,45    |
| 4     | Jamil James           | TTO  | 47,61    |
| 5     | Frank Puriza          | NAM  | 47,76    |
| 6     | Alexander Sigalowski  | RUS  | 48,42    |
| 7     | Rafał Błocian         | POL  | 48,62    |
| 8     | Choi Myung-jun        | KOR  | 48,90    |

### 800 m
| Platz | Athletin                 | Land | Zeit (min) |
| ----- | ------------------------ | ---- | ---------- |
| 1     | Mohammed al-Salhi        | KSA  | 1:48,79 CR |
| 2     | Bernard Kiptanui Kiptum  | KEN  | 1:49,14    |
| 3     | Abraham Kipngetich Ngeno | KEN  | 1:49,17    |
| 4     | Michael Rimmer           | GBR  | 1:49,61 PB |
| 5     | Abdalla Abdelgadir       | SUD  | 1:51,12    |
| 6     | Steven Fennell           | GBR  | 1:52,11    |
| 7     | Florin Gania             | ROM  | 1:52,11    |
| 8     | Michael Haddan           | USA  | 1:53,31    |

### 1500 m
| Platz | Athletin                 | Land | Zeit (min) |
| ----- | ------------------------ | ---- | ---------- |
| 1     | Benson Marrianyi Esho    | KEN  | 3:44,94 PB |
| 2     | Samson Kiplangat Ngetich | KEN  | 3:45,13    |
| 3     | Isaac Mboyaza            | RSA  | 3:48,05 PB |
| 4     | Tola Kene                | ETH  | 3:48,22 PB |
| 5     | Colin Costello           | IRL  | 3:51,55 PB |
| 6     | Anthony Moran            | GBR  | 3:51,56    |
| 7     | Edgar Santoyo            | MEX  | 3:52,30 PB |
| 8     | Víctor Montaner          | ESP  | 3:53,45 PB |

### 3000 m
| Platz | Athletin                | Land | Zeit (min) |
| ----- | ----------------------- | ---- | ---------- |
| 1     | Augustine Kiprono Choge | KEN  | 7:52,53    |
| 2     | Tariku Bekele           | ETH  | 7:54,71 PB |
| 3     | Shimelis Girma          | ETH  | 7:55,12 PB |
| 4     | William Kimeli Tarus    | KEN  | 7:56,30 PB |
| 5     | Ahmed El Radi           | SUD  | 7:58,42 PB |
| 6     | Jean Claude Nduwingoma  | BDI  | 8:01,06    |
| 7     | Galen Rupp              | USA  | 8:10,42 PB |
| 8     | Satoru Kitamura         | JPN  | 8:13,66 PB |

### 10.000 m Bahngehen
| Platz | Athletin            | Land | Zeit (min)  |
| ----- | ------------------- | ---- | ----------- |
| 1     | Aleksandr Prokhorow | RUS  | 42:16,16 CR |
| 2     | Makoto Sawada       | JPN  | 42:17,62    |
| 3     | Wyacheslaw Golowin  | RUS  | 42:37,15 SB |
| 4     | Giorgio Rubino      | ITA  | 43:00,37 PB |
| 5     | Carsten Schmidt     | GER  | 43:25,52    |
| 6     | Michael McCagh      | AUS  | 44:38,68 PB |
| 7     | Rafał Sikora        | POL  | 43:53,49    |
| 8     | Shoichi Tanoue      | JPN  | 45:22,56    |

### 2000 m Hindernis
| Platz | Athletin                   | Land | Zeit (min)  |
| ----- | -------------------------- | ---- | ----------- |
| 1     | Ronald Kipchumba Rutto     | KEN  | 5:30,27 WBP |
| 2     | Justus Kipchirchir Kiprono | KEN  | 5:31,24 PB  |
| 3     | Chris Winter               | CAN  | 5:44,23     |
| 4     | Stefan Pâtru               | ROU  | 5:44,95 PB  |
| 5     | Marcin Chabowski           | POL  | 5:45,44     |
| 6     | Alex Genest                | CAN  | 5:51,61 PB  |
| 7     | Ryota Komano               | JPN  | 5:53,16 PB  |
| 8     | Adem Belir                 | TUR  | 5:57,77 PB  |

### 110 m Hürden
| Platz | Athlet                  | Land | Zeit (s)  |
| ----- | ----------------------- | ---- | --------- |
| 1     | Jason Richardson        | USA  | 13,29 WYL |
| 2     | Mubarak Al-Mabadi       | KSA  | 13,41     |
| 3     | Alexander John          | GER  | 13,50 PB  |
| 4     | Carlos Jorge            | DOM  | 13,85 PB  |
| 5     | Kevin Craddock          | GER  | 13,87 PB  |
| 6     | Dayron Robles           | CUB  | 13,91     |
| 7     | Ioánnis Gasiónis        | GRE  | 14,14     |
|       | Konstandinos Douvalidis | GRE  | DNF       |

### 400 m Hürden
| Platz | Athletin         | Land | Zeit (s)  |
| ----- | ---------------- | ---- | --------- |
| 1     | Jason Richardson | USA  | 49,91 WYL |
| 2     | Wouter le Roux   | RSA  | 50,85 PB  |
| 3     | Jamaal Charles   | USA  | 51,48 PB  |
| 4     | Go Tanabe        | JPN  | 51,58 PB  |
| 5     | Milton Dias      | POR  | 52,12 PB  |
| 6     | Johann Hanekom   | RSA  | 52,21     |
| 7     | Yuki Iwataki     | JPN  | 52,31 PB  |
| 8     | Bandar Sharahili | KSA  | 52,67     |

### Sprint-Staffel (100 m – 200 m – 300 m – 400 m)
| Platz | Land               | Athletinnen                                                             | Zeit (min)  |
| ----- | ------------------ | ----------------------------------------------------------------------- | ----------- |
| 1     | Vereinigte Staaten | Jay Cooper Michael Grant Jamaal Charles Cedric Goodman                  | 1:52,03 WYB |
| 2     | Polen              | Dariusz Kuć Kamil Witkowski Rafal Blocian Ziemowit Rys                  | 1:53,08     |
| 3     | Japan              | Shin-ya Saburi Kenji Fujimitsu Naohiro Shinada Go Tanabe                | 1:53,11     |
| 4     | Puerto Rico        | Yavid Zackey Christian Olivieri Marcos Sánchez-Valle Christian Santiago | 1:56,51     |
| 5     | Neuseeland         | Cameron Hayton Graeme Read Jordan Vandermade Samuel Wilson              | 1:57,62     |
| 6     | Bahamas            | Carl Stuart Jacobi Mitchell Kayuse Burrows Tyrone Sawyer                | 1:58,03     |
| 7     | Kanada             | Pierre-Hans Horacius David Pedneault Quinton Gamble Ed Kalinowski       | 1:58,52     |
| 8     | Mexiko             | Mario Herrera Carlos Pérez Osbaldo Chavez Jaime Peña                    | 2:01,44     |

### Hochsprung
| Platz | Athlet                   | Land | Höhe (m) |
| ----- | ------------------------ | ---- | -------- |
| 1     | Martin Günther           | GER  | 2,11     |
| 2     | Oleksandr Nartow         | UKR  | 2,11     |
| 3     | Hikaru Tsuchiya          | JPN  | 2,11     |
| 4     | Philipp Britner          | RUS  | 2,11 PB  |
| 5     | Wojciech Theiner         | POL  | 2,08     |
| 6     | David Baskin             | AUS  | 2,05     |
| 7     | Dawid Piechowski         | POL  | 2,05     |
| 8     | Chi-Han Huang            | TPE  | 2,00     |
| 8     | Jermaine Alphous Jackson | JAM  | 2,00     |

### Stabhochsprung
| Platz | Athlet                  | Land | Höhe (m) |
| ----- | ----------------------- | ---- | -------- |
| 1     | Germán Chiaraviglio     | ARG  | 5,15     |
| 2     | Dmitry Starodubtsew     | RUS  | 5,10 PB  |
| 3     | Steven Lewis            | GBR  | 5,05 PB  |
| 4     | Konstandinos Filippidis | GRE  | 4,95     |
| 5     | Mihaíl Pástos           | GRE  | 4,85     |
| 6     | Mikhail Golowtsow       | RUS  | 4,85     |
| 7     | Takeshi Funamoto        | JPN  | 4,85 PB  |
| 8     | Albert Vélez            | ESP  | 4,75 PB  |

### Weitsprung
| Platz | Athlet               | Land | Weite (m) |
| ----- | -------------------- | ---- | --------- |
| 1     | Naohiro Shinada      | JPN  | 7,61      |
| 2     | Yves Renaux          | FRA  | 7,44      |
| 3     | Andrejs Maškancevs   | LAT  | 7,05      |
| 4     | Kazuya Urakami       | JPN  | 7,00      |
| 5     | Oluseyi Smith        | CAN  | 6,97      |
| 6     | Roman Novotný        | CZE  | 6,96      |
| 7     | Nicolas Gomont       | FRA  | 6,95      |
| –     | Ahmed N.H. Al-Sharfa | KSA  | DQ (7,15) |

### Dreisprung
| Platz | Athlet                     | Land | Weite (m) |
| ----- | -------------------------- | ---- | --------- |
| 1     | Dennis Fernández           | CUB  | 15,77     |
| 2     | Mousa Abdou Alkam Qarqaran | KSA  | 15,60 PB  |
| 3     | Mohamed Abbas Darwish      | UAE  | 15,55     |
| 4     | Taras Moiseenko            | UZB  | 15,20     |
| 5     | Konstantin Safronow        | KAZ  | 15,17     |
| 6     | Andrea Saccani             | ITA  | 15,15     |
| 7     | Mohammad Al-Majrashi       | KSA  | 15,06 PB  |
| 8     | Ta-Wei Lin                 | TPE  | 15,00     |

### Kugelstoßen
| Platz | Athlet               | Land | Weite (m) |
| ----- | -------------------- | ---- | --------- |
| 1     | Liu Feng             | CHN  | 21,45 WBP |
| 2     | Kyle Helf            | CAN  | 20,79 PB  |
| 3     | Ameen Al-Aradi       | KSA  | 19,69 PB  |
| 4     | Remigius Machura     | CZE  | 19,52     |
| 5     | Candy Bauer          | GER  | 19,32     |
| 6     | Ali Ahmad Said       | KUW  | 19,28 PB  |
| 7     | Damianós Kaloyerákis | GRE  | 18,87     |
| 8     | Christopher Gearing  | GBR  | 18,70 PB  |

### Diskuswurf
| Platz | Athlet                 | Land | Weite (m) |
| ----- | ---------------------- | ---- | --------- |
| 1     | Ronnie Buckley         | AUS  | 64,34 CR  |
| 2     | Wu Jian                | CHN  | 63,18 PB  |
| 3     | Wang Yao-hui           | TPE  | 60,00     |
| 4     | Lajos Kürthy           | HUN  | 59,69     |
| 5     | Oleg Pirog             | RUS  | 58,92     |
| 6     | Martin Richter         | GER  | 58,74     |
| 7     | Kamil Grzegorczyk      | POL  | 57,95     |
| 8     | Kyle Davis-Hammerquist | USA  | 57,63 PB  |

### Hammerwurf
| Platz | Athlet                 | Land | Weite (m) |
| ----- | ---------------------- | ---- | --------- |
| 1     | Mikhail Lewin          | RUS  | 76,41     |
| 2     | Kristóf Németh         | HUN  | 75,59     |
| 3     | Sándor Pálhegyi        | HUN  | 75,47 PB  |
| 4     | Evgeniy Aydamirow      | RUS  | 72,76     |
| 5     | Efthímios Katsíkadámis | GRE  | 68,47     |
| 6     | Simon Wardhaugh        | AUS  | 67,07     |
| 7     | Petri Mättölä          | FIN  | 65,42     |
| 8     | Margus Hunt            | EST  | 64,77 PB  |

### Speerwurf
| Platz | Athlet                  | Land | Weite (m) |
| ----- | ----------------------- | ---- | --------- |
| 1     | Júlio César de Oliveira | BRA  | 81,16 CR  |
| 2     | John Robert Oosthuizen  | RSA  | 81,07 PB  |
| 3     | Raldu Potgieter         | RSA  | 75,56 PB  |
| 4     | Sang-woo Lee            | KOR  | 71,34     |
| 5     | Roman Avramenko         | UKR  | 70,01     |
| 6     | Ari Inkerö              | FIN  | 69,93     |
| 7     | Chad Brown              | USA  | 69,08     |
| 8     | Sarádis Paraschákis     | GRE  | 67,70     |

### Achtkampf
| Platz | Athletin                 | Land | Punkte   |
| ----- | ------------------------ | ---- | -------- |
| 1     | Andrés Silva             | URU  | 6456 WBP |
| 2     | Andrej Krautschanka      | BLR  | 6366     |
| 3     | Lukáš Patera             | CZE  | 6316 PB  |
| 4     | Jordan Vandermade        | AUS  | 6234 PB  |
| 5     | Benjamin Chevrol         | FRA  | 6103     |
| 6     | Manuel Siebel            | GER  | 6093     |
| 7     | Sinval Souza de Oliveira | BRA  | 5921     |
| 8     | Marcos Sánchez-Valle     | PUR  | 5906 PB  |

## Mädchen

### 100 m
| Platz | Athletin           | Land | Zeit (s) |
| ----- | ------------------ | ---- | -------- |
| 1     | Jessica Onyepunuka | USA  | 11,31 CR |
| 2     | Krystin Lacy       | USA  | 11,50    |
| 3     | Kelly-Ann Baptiste | TTO  | 11,58    |
| 4     | Franciela Krasucki | BRA  | 10,61    |
| 5     | Sherline Duncan    | JAM  | 11,66    |
| 6     | Kadi-Ann Thomas    | GBR  | 11,74    |
| 7     | Lina Grincikaité   | LTU  | 11,75 PB |
| 8     | Monique Cabral     | TTO  | 11,95    |

### 200 m
| Platz | Athletin            | Land | Zeit (s) |
| ----- | ------------------- | ---- | -------- |
| 1     | Anneisha McLaughlin | JAM  | 23,26    |
| 2     | Courtney Champion   | USA  | 23,56    |
| 3     | Cleo Tyson          | USA  | 23,67    |
| 4     | Sherline Duncan     | JAM  | 23,80 PB |
| 5     | Sally Pearson       | AUS  | 24,01    |
| 6     | Carley Wenham       | GBR  | 24,18    |
| 7     | Darlenys Obregón    | COL  | 24,43    |
| 8     | Giulia Arcioni      | ITA  | 24,47    |

### 400 m
| Platz | Athletin                   | Land | Zeit (s) |
| ----- | -------------------------- | ---- | -------- |
| 1     | Natasha Hastings           | USA  | 53,41    |
| 2     | Antonia Kriwoschapka       | RUS  | 53,54 PB |
| 3     | Jaimee-Lee Hoebergen-Starr | AUS  | 53,78 PB |
| 4     | Gemma Nicol                | GBR  | 54,16 PB |
| 5     | Brandi Cross               | USA  | 54,28 SB |
| 6     | Muna Jabir Adam            | SUD  | 54,28 PB |
| 7     | Sonita Sutherland          | JAM  | 54,50    |
| 8     | Queen Ogbemudia            | NGR  | 55,79    |

### 800 m
| Platz | Athletin                     | Land | Zeit (min) |
| ----- | ---------------------------- | ---- | ---------- |
| 1     | Marija Schapaewa Schurawlewa | RUS  | 2:03,40 CR |
| 2     | Olga Cristea                 | MDA  | 2:04,30 PB |
| 3     | Larisa Arcip                 | ROU  | 2:04,31 PB |
| 4     | Jekatarina Scharmina         | RUS  | 2:05,62 PB |
| 5     | Laura Finucane               | GBR  | 2:05,90    |
| 6     | Brooke Simpson               | AUS  | 2:06,55    |
| 7     | Imène Badraoui               | TUN  | 2:07,37 PB |
| 8     | Morag MacLarty               | GBR  | 2:10,42    |

### 1500 m
| Platz | Athletin                | Land | Zeit (min) |
| ----- | ----------------------- | ---- | ---------- |
| 1     | Alem Techale            | ETH  | 4:17,41 PB |
| 2     | Jelena Ština            | LAT  | 4:17,43    |
| 3     | Joyce Jepkosgei Musungu | KEN  | 4:17,65 PB |
| 4     | Lemlem Bereket          | ERI  | 4:19,09 PB |
| 5     | Stephanie Thieke        | GER  | 4:21,98    |
| 6     | Charlotte Browning      | GBR  | 4:22,16 PB |
| 7     | Alyson Kohlmeier        | CAN  | 4:22,97    |
| 8     | Naomi Jebiwot Kipkemboi | KEN  | 4:23,22    |

### 3000 m
| Platz | Athletin                    | Land | Zeit (min) |
| ----- | --------------------------- | ---- | ---------- |
| 1     | Siham Hilali                | MAR  | 9:12,70 PB |
| 2     | Paskalia Chepkorir Kipkoech | KEN  | 9:13,77 PB |
| 3     | Yuko Nohara                 | JPN  | 9:14,82    |
| 4     | Jebichi Yator               | KEN  | 9:14,89    |
| 5     | Saori Makishima             | JPN  | 9:25,34    |
| 6     | Inés Melchor                | PER  | 9:28,44 SB |
| 7     | Azra Eminovic               | YUG  | 9:31,37    |
| 8     | Chang Jinxue                | CHN  | 9:38,39 PB |

### 5000 m Bahngehen
| Platz | Athletin       | Land | Zeit (min)  |
| ----- | -------------- | ---- | ----------- |
| 1     | Wera Sokolowa  | RUS  | 22:50,23    |
| 2     | Ann Loughnane  | IRL  | 23:37,00 PB |
| 3     | Noriko Nishide | JPN  | 23:50,69    |
| 4     | Paulina Buziak | POL  | 23:52,00    |
| 5     | Rosa Orozco    | MEX  | 23:52,60 PB |
| 6     | Susan Knapton  | AUS  | 24:06,28 PB |
| 7     | Mia Hovi       | FIN  | 24:17,17 PB |
| 8     | Katalin Varró  | HUN  | 24:38,83    |

### 100 m Hürden
| Platz | Athletin          | Land | Zeit (s) |
| ----- | ----------------- | ---- | -------- |
| 1     | Sally Pearson     | AUS  | 13,42    |
| 2     | LaToya Greaves    | JAM  | 13,49    |
| 3     | Domenique Manning | USA  | 13,60    |
| 4     | Josephine Onyia   | NGR  | 13,65    |
| 5     | Veronica Borsi    | ITA  | 13,69    |
| 6     | Pavi'elle James   | USA  | 13,78    |
| 7     | Eline Berings     | BEL  | 13,94    |
| 8     | Nadine Jacobs     | GER  | 13,97    |

### 400 m Hürden
| Platz | Athletin              | Land | Zeit (s) |
| ----- | --------------------- | ---- | -------- |
| 1     | Zuzana Hejnová        | CZE  | 57,54 CR |
| 2     | Jekaterina Kostezkaja | RUS  | 58,37    |
| 3     | Mackenzie Hill        | USA  | 59,15    |
| 4     | Sara Slott Petersen   | DEN  | 59,42 PB |
| 5     | Heike Wissing         | GER  | 59,85 PB |
| 6     | Walentina Zenkowa     | RUS  | 60,62    |
| 7     | Nicole Leach          | USA  | 60,80    |
| 8     | Evelin Sosnovski      | EST  | 61,29    |

### Sprint-Staffel (100 m – 200 m – 300 m – 400 m)
| Platz | Land                | Athletinnen                                                                            | Zeit (min) |
| ----- | ------------------- | -------------------------------------------------------------------------------------- | ---------- |
| 1     | Vereinigte Staaten  | Jessica Onyepunuka Alexandria Anderson Krystin Lacy Natasha Hastings                   | 2:03,87    |
| 2     | Jamaika             | Samantha Henry-Robinson Sherline Duncan Sonita Sutherland Anneisha McLaughlin          | 2:07,05    |
| 3     | Russland            | Jelena Kremnewa Jelena Chwaschtschewskaja Anastassija Schuwalowa Antonina Kriwoschapka | 2:07,52    |
| 4     | Kanada              | Teneshia Peart Carline Muir Geneviève Thibault Jenna Martin                            | 2:09,03    |
| 5     | Japan               | Kanae Narita Azusa Watanabe Ayako Kawano Junko Kitajima                                | 2:11,34    |
| 6     | Bahamas             | T'Shonda Webb Tamara Rigby Cotrell Martin Tavara Rigby                                 | 2:12,66    |
| 7     | Mexiko              | Jessica Gonzalez Yahaira Romero Adriana Rangel Viridiana Najera                        | 2:15,92    |
|       | Trinidad und Tobago | Monique Cabral Kelly-Ann Baptiste Crystal Skeete Abigail David                         | DSQ        |

### Hochsprung
| Platz | Athletin            | Land | Höhe (m) |
| ----- | ------------------- | ---- | -------- |
| 1     | Iryna Kowalenko     | UKR  | 1,92 CR  |
| 2     | Swetlana Schkolina  | RUS  | 1,86     |
| 2     | Annett Engel        | GER  | 1,86 PB  |
| 4     | Oldřiška Marešová   | CZE  | 1,81 PB  |
| 5     | Anika Smit          | RSA  | 1,78     |
| 6     | Gema Martín-Pozuelo | ESP  | 1,78     |
| 7     | Irina Gordejewa     | RUS  | 1,75     |
| 7     | Sophia Begg         | AUS  | 1,75     |

### Stabhochsprung
| Platz | Athletin               | Land | Höhe (m) |
| ----- | ---------------------- | ---- | -------- |
| 1     | Lisa Ryzih             | GER  | 4,05     |
| 2     | Swiatlana Makarewitsch | BLR  | 4,00 PB  |
| 3     | Charmaine Lucock       | AUS  | 4,00 PB  |
| 4     | Kim Kühnert            | GER  | 4,00 PB  |
| 5     | Jiřina Ptáčníková      | CZE  | 3,90     |
| 6     | Marija Pastuchowa      | RUS  | 3,80     |
| 7     | Jamie Scroop           | AUS  | 3,80 PB  |
| 8     | Theresa Wiebe          | CAN  | 3,70 PB  |

### Weitsprung
| Platz | Athletin                 | Land | Weite (m) |
| ----- | ------------------------ | ---- | --------- |
| 1     | Cristine Spătaru         | ROM  | 6,41 CR   |
| 2     | Denisa Rosolová          | CZE  | 6,40 PB   |
| 3     | Hanna Demydova           | UKR  | 6,15      |
| 4     | Iryna Iskryk             | BLR  | 6,07      |
| 5     | Cristina Bujin           | ROM  | 6,03      |
| 6     | Jelena Kremnewa          | RUS  | 5,96      |
| 7     | Alíki-Yvoni Askitopoúlou | GRE  | 5,96      |
| 8     | Erica McLain             | USA  | 5,91      |

### Dreisprung
| Platz | Athletin                 | Land | Weite (m) |
| ----- | ------------------------ | ---- | --------- |
| 1     | Cristine Spătaru         | ROU  | 13,86 CR  |
| 2     | Elina Torro              | FIN  | 12,95     |
| 3     | Alíki-Yvoni Askitopoúlou | GRE  | 12,93 PB  |
| 4     | Vanessa Alesiani         | ITA  | 12,91 PB  |
| 5     | Brittany Daniels         | USA  | 12,83     |
| 6     | Aleksandra Zelenina      | MDA  | 12,79     |
| 7     | Erica McLain             | USA  | 12,74     |
| 8     | Verónica Davis           | VEN  | 12,23     |

### Kugelstoßen
| Platz | Athletin            | Land | Weite (m) |
| ----- | ------------------- | ---- | --------- |
| 1     | Jiang Limin         | CHN  | 15,60     |
| 2     | Magdalena Sobieszek | POL  | 15,42 PB  |
| 3     | Marli Knoetze       | RSA  | 15,10     |
| 4     | Denise Hinrichs     | GER  | 15,08     |
| 5     | Irina Tarassowa     | RUS  | 15,04 PB  |
| 6     | Jin-sun Kim         | KOR  | 14,71 PB  |
| 7     | Yaniuvis López      | CUB  | 14,41     |
| 8     | Simoné du Toit      | RSA  | 14,14     |

### Diskuswurf
| Platz | Athletin             | Land | Weite (m) |
| ----- | -------------------- | ---- | --------- |
| 1     | Lisandra Rodríguez   | CUB  | 48,56     |
| 2     | Julie Bennell        | AUS  | 48,32     |
| 3     | Kristina Gehrig      | GER  | 48,31     |
| 4     | Josipa Jelicic       | CRO  | 45,85     |
| 5     | D'Andra Carter       | USA  | 45,00     |
| 6     | Michaela Margócziová | SVK  | 44,83     |
| 7     | Marli Knoetze        | RSA  | 44,78     |
| 8     | Misti Barber         | USA  | 43,31     |

### Hammerwurf
| Platz | Athletin            | Land | Weite (m) |
| ----- | ------------------- | ---- | --------- |
| 1     | Valentina Srša      | CRO  | 61,18     |
| 2     | Marija Bespalowa    | RUS  | 57,81     |
| 3     | Johanna Hoppe       | GER  | 56,46     |
| 4     | Laura Gibilisco     | ITA  | 56,08     |
| 5     | Orsolya Németh      | HUN  | 55,96     |
| 6     | Annika Hjelm        | SWE  | 54,65     |
| 7     | Arasay Thondike     | CUB  | 54,43     |
| 8     | Marie-Eve Boisselle | CZE  | 54,03 PB  |

### Speerwurf
| Platz | Athletin         | Land | Weite (m) |
| ----- | ---------------- | ---- | --------- |
| 1     | Xue Juan         | CHN  | 56,82 CR  |
| 2     | Bo-ra Shin       | KOR  | 53,74 PB  |
| 3     | Vivian Zimmer    | GER  | 52,20     |
| 4     | Marija Abakumowa | RUS  | 51,41 PB  |
| 5     | Berna Demirci    | TUR  | 48,29     |
| 6     | Maryna Buksaz    | BLR  | 46,45     |
| 7     | Romina Ugatai    | FRA  | 45,05     |
| 8     | Elisabeth Onana  | DEN  | 44,74 PB  |

### Siebenkampf
| Platz | Athletin            | Land | Punkte  |
| ----- | ------------------- | ---- | ------- |
| 1     | Marisa De Aniceto   | FRA  | 5458    |
| 2     | Sarah Kern          | GER  | 5445    |
| 3     | Marina Gontscharowa | RUS  | 5338 PB |
| 4     | Jaílma de Lima      | BRA  | 5319 PB |
| 5     | Jessica Ennis       | GBR  | 5311 PB |
| 6     | Gayle Hunter        | USA  | 5291 PB |
| 7     | Yuliya Tarasova     | UZB  | 5129 PB |
| 8     | Julia Mächtig       | GER  | 4947    |

## Abkürzungen
- WR = Weltrekord
- WU20R = U20-Weltrekord
- OR = olympischer Rekord
- YOR = olympischer Jugendrekord
- AR = Kontinentalrekord
- AU20R = U20-Kontinentalrekord
- NR = nationaler Rekord
- NU20R = nationaler U20-Rekord
- CR = Meisterschaftsrekord
- MR = Veranstaltungsrekord
- WB = Weltbestleistung
- WU20B = U20-Weltbestleistung
- WU18B = U18-Weltbestleistung
- AB = Kontinentalbestleistung
- AU20B = U20-Kontinentalbestleistung
- AU18B = U18-Kontinentalbestleistung
- NB = nationale Bestleistung
- NU20B = nationale U20-Bestleistung
- NU18B = nationale U18-Bestleistung
- PB = persönliche Bestleistung
- SB = persönliche Saisonbestleistung
- QB = Qualifikationsbestleistung
- WL = Weltjahresbestleistung
- WU20L = U20-Weltjahresbestleistung
- WU18L = U18-Weltjahresbestleistung
- DSQ = disqualifiziert (engl. Disqualified)
- DNS = Wettkampf nicht angetreten (engl. Did Not Start)
- DNF = Wettkampf nicht beendet (engl. Did Not Finish)

## Medaillenspiegel
| Medaillenspiegel (Endstand nach 39 Entscheidungen) |                              |      |        |        |        |
| Platz                                              | Land                         | Gold | Silber | Bronze | Gesamt |
| 01                                                 | Vereinigte Staaten           | 6    | 4      | 4      | 14     |
| 02                                                 | Russland                     | 4    | 5      | 3      | 12     |
| 03                                                 | Kenia                        | 3    | 4      | 2      | 9      |
| 04                                                 | Volksrepublik China          | 3    | 1      | 0      | 4      |
| 05                                                 | Saudi-Arabien                | 2    | 3      | 1      | 6      |
| 06                                                 | Deutschland                  | 2    | 2      | 4      | 8      |
| 07                                                 | Jamaika                      | 2    | 2      | 0      | 4      |
| 08                                                 | Australien                   | 2    | 1      | 2      | 5      |
| 09                                                 | Rumänien                     | 2    | 0      | 1      | 3      |
| 010                                                | Kuba                         | 2    | 0      | 0      | 2      |
| 011                                                | Japan                        | 1    | 1      | 4      | 6      |
| 12                                                 | Äthiopien                    | 1    | 1      | 1      | 3      |
| 12                                                 | Tschechien                   | 1    | 1      | 1      | 3      |
| 12                                                 | Ukraine                      | 1    | 1      | 1      | 3      |
| 015                                                | Frankreich                   | 1    | 1      | 0      | 2      |
| 016                                                | Kroatien                     | 1    | 0      | 1      | 2      |
| 17                                                 | Argentinien                  | 1    | 0      | 0      | 1      |
| 17                                                 | Brasilien                    | 1    | 0      | 0      | 1      |
| 17                                                 | Marokko                      | 1    | 0      | 0      | 1      |
| 17                                                 | Sudan                        | 1    | 0      | 0      | 1      |
| 17                                                 | Uruguay                      | 1    | 0      | 0      | 1      |
| 022                                                | Südafrika                    | 0    | 2      | 3      | 5      |
| 23                                                 | Polen                        | 0    | 2      | 0      | 2      |
| 23                                                 | Belarus                      | 0    | 2      | 0      | 2      |
| 25                                                 | Kanada                       | 0    | 1      | 1      | 2      |
| 25                                                 | Ungarn                       | 0    | 1      | 1      | 2      |
| 25                                                 | Lettland                     | 0    | 1      | 1      | 2      |
| 28                                                 | Finnland                     | 0    | 1      | 0      | 1      |
| 28                                                 | Irland                       | 0    | 1      | 0      | 1      |
| 28                                                 | Südkorea                     | 0    | 1      | 0      | 1      |
| 28                                                 | Moldau                       | 0    | 1      | 0      | 1      |
| 032                                                | Vereinigtes Königreich       | 0    | 0      | 3      | 3      |
| 33                                                 | Griechenland                 | 0    | 0      | 1      | 1      |
| 33                                                 | Chinesisch Taipeh            | 0    | 0      | 1      | 1      |
| 33                                                 | Trinidad und Tobago          | 0    | 0      | 1      | 1      |
| 33                                                 | Vereinigte Arabische Emirate | 0    | 0      | 1      | 1      |
| Gesamt                                             | Gesamt                       | 39   | 40     | 38     | 117    |